# Камби, Констанс
Констанс Элизабет Камби (англ. Constance Elizabeth Cumbey, 29 февраля 1944, Форт-Уэйн, Индиана — 9 июня 2025, Понтиак, Мичиган) — американский юрист, христианская активистка и писательница.

## Взгляды
Камби впервые выступила с серьёзной критикой движения Нью-эйдж с христианской точки зрения в работе «Скрытые опасности радуги: движение Нью-эйдж и наш грядущий век варварства» (1983), но быстро утратила академический авторитет из-за её пропаганды теорий заговора, связывающих движение Нью-эйдж с Бенджамином Кремом, теософией и нацизмом. Исследователь религии Нью-эйдж Джеймс Р. Льюис описывает эту книгу как содержащую «несколько проницательных критических замечаний со множеством обвинений наименее ответственного характера», и что она «просто свалила в одну кучу всё, что отходит от довольно строгой интерпретации христианства». Обвинения Камби включают в себя то, что движение «Нью-эйдж» «проникло во всё христианство, а также в иудаизм», и что оно является движущей силой экуменизма, холистических медицинских центров, Нового Мышления, гуманистической психологии, школ Монтессори, модернизма, светского гуманизма и нулевого прироста населения. Она заявила, что унитарианские церкви и магазины здорового питания становятся «центрами вербовки последователей Нью-эйдж», что «Ангелы-хранители» становятся одной из военизированных организаций движения Нью-эйдж и что «движение Нью-эйдж полностью идентично программам Гитлера». Она утверждала, что движение «Нью-эйдж» не просто выражает наивный или небиблейский интерес к метафизике, но что это организованный заговор с целью свержения Соединённых Штатов и замены их режимом, подобным нацистскому. Она умерла 9 июня 2025 года в возрасте 81 года.
Камби резко критиковала все религии, кроме христианства и иудаизма, а также тех, кто ими интересовался.

Хотя между большинством религий есть определённые поверхностные сходства, ортодоксальный иудаизм и христианство находятся в прямой оппозиции к любой другой системе верований. Однако можно с уверенностью сказать, что почти все неиудео-христианские религии чрезвычайно похожи, потому что, как указывает Библия, они происходят из одного источника, «бога этого мира» — самого Сатаны.
Оригинальный текст (англ.)While there are certain superficial similarities among most religions, orthodox Judaism and Christianity stand in direct opposition to every other belief system. It is safe to say, however, that nearly all non-Judeo-Christian religions are extremely similar because, as the Bible indicates, they come from one source, the 'god of this world'—Satan himself
— 
— Констанс Камби, Скрытые опасности радуги

## Публикации
- The New Age Movement: Age of Aquarius, Age of Antichrist. — Southwest Radio Church, 1982.
- The Hidden Dangers of the Rainbow: The New Age Movement and our Coming Age of Barbarism. — Huntington House, 1983. — ISBN 0-910311-03-X.
- A Planned Deception: The Staging of a New Age Messiah. — Pointe Publishers, 1985. — ISBN 978-0935897005.